# Badidhiffusheefinolhu
Badidhiffusheefinolhu est une petite île inhabitée des Maldives. 

## Géographie
Badidhiffusheefinolhu est située dans le centre des Maldives, au centre de l'atoll Nilandhe Nord, dans la subdivision de Faafu. 